# Барнаултрансмаш
ПАО Холдинговая компания «Барнаултрансмаш» — советское и российское промышленное предприятие в Барнауле.

## История
Барнаульский государственный завод №77 (с сентября 1942 года; первоначальное наименование — завод С-10) Наркомтанкопрома создан согласно постановлениям ГКО на базе оборудования, эвакуированного с Харьковского и Сталинградского тракторных, Сталинградского № 264, Ленинградского № 174, Кировского и Ижорского заводов с привлечением рабочих и специалистов этих предприятий. Строительство завода планировалось завершить к началу июля 1942 года.
В январе 1942 года трест «СтройГАЗ», перебазированный в Барнаул из Горького, приступил к закладке завода. Первые эшелоны с эвакуированными рабочими, специалистами, их семьями и оборудованием пришли в августе, 6 ноября 1942 года (этот день отмечается как день рождения завода) был собран и испытан первый дизель В-2, а за период до окончания Великой Отечественной войны выпущено 10 753 дизеля (доля продукции завода в производстве двигателя В-2 составила 11 %), которыми был оснащён каждый пятый танк Т-34. В музее боевой и трудовой славы завода на вечном хранении находится Красное знамя Народного комиссариата обороны СССР и ВЦСПС, которое в годы Великой Отечественной войны многократно вручалось коллективу завода Государственным Комитетом Обороны в знак признания его заслуг в освоении производства и выпуске необходимой для фронта продукции.
В 1946 году, с переходом из подчинения Наркомату танковой промышленности СССР в подчинение Министерства транспортного машиностроения СССР завод № 77 переименован в завод транспортного машиностроения — «Трансмаш».
В 1960 году в соответствии с Генеральным планом развития началась коренная реконструкция завода, в ходе которой были созданы новые производственные мощности и установлено современное технологическое оборудование, что позволило поднять качество продукции и увеличить её выпуск.
В 1970 году Постановлением Совета Министров СССР № 153 от 12 марта заводу присвоено имя В. И. Ленина.
В 1991 году завод преобразован в производственное объединение «Барнаултрансмаш», в 1992 (по другим данным — в 1993) году — в открытое акционерное общество «Барнаултрансмаш».

## Руководство
Первый директор — Полиновский, Анисим Соломонович (со 2 июля до 3 октября 1942г). Далее - Дмитрий Иосифович Толмачёв (1942—1946). В дальнейшем этот пост занимали Николай Григорьевич Чудненко (1946—1958), Евгений Иванович Артемьев (1958—1960), Александр Зиновьевич Колосов (1960—1975), Леонид Владимирович Маркин (1975—1990), Вадим Александрович Каргаполов (с 1990), Пётр Гаврилович Рожков и другие руководители. Период работы каждого из директоров — этап истории развития завода, создания новой техники и освоения её производства.
Особо значительный вклад в становление и развитие завода внесли Н. Г. Чудненко — его именем названа улица Барнаула (бывшая Заводская), А. З. Колосов — в период его пребывания на посту директора по заданию Правительства СССР разработана конструкция и освоено серийное производство качественного нового, не имеющего мировых аналогов двигателя для боевой машины пехоты с оригинальными конструктивными решениями и высокими техническими характеристиками — УТД-20, базового двигателя семейства УТД, заслужившего высокую оценку заказчиков и эксплуатационников, Л. В. Маркин.
В память о А. З. Колосове и Л. В. Маркине установлены мемориальные доски.
На заводе с 1956 по 1962 год работал В. Н. Баварин, глава администрации Барнаула в 1991—2003 годах.

## Современность
Сегодня «Барнаултрансмаш» входит в состав холдинга «Русские машины», конструирует и производит судовые, промышленные и транспортные дизели, газопоршневые двигатели и электростанции, мини-ТЭЦ.
Кроме основной продукции, завод изготавливает и реализует чугунное, стальное и цветное литьё, штамповки, поковки, технологическую оснастку, металлорежущий и мерительный инструмент.

## Санкции
24 июня 2024 года «Барнаултрансмаш» и гендиректор предприятия включены в санкционные списки стран Европейского союза:

ОАО "Барнаултрансмаш" - российское военно-промышленное предприятие, выпускающее дизельные двигатели для военной техники и являющееся поставщиком для Вооружённых сил РФ. Предприятие разработало и производит дизельный двигатель УТД-29, который используется в БМП-3. Эти машины являются основными боевыми машинами пехоты в российской армии и сыграли важную роль во вторжении в Украину.— «Официальный журнал Европейского союза», Брюссель, 24 июня 2024 года

## Награды
Указом Президиума Верховного Совета СССР от 30 апреля 1945 года за выполнение правительственных заданий по обеспечению фронта боевой техникой завод награждён орденом Ленина.
Указом Президиума Верховного Совета СССР от 11 февраля 1971 года за освоение выпуска новой продукции завод награждён орденом Трудового Красного Знамени.
Указом Президента Российской Федерации от 2025 года завод «Барнаултрансмаш» награждён орденом Почёта.